# Ophiomyia sueciae
Ophiomyia sueciae är en tvåvingeart som beskrevs av Spencer 1976. Ophiomyia sueciae ingår i släktet Ophiomyia och familjen minerarflugor.
Artens utbredningsområde är Sverige. Inga underarter finns listade i Catalogue of Life.